# San Severino Marche
San Severino Marche là một đô thị ở tỉnh Macerata ở vùng Marche, có vị trí cách khoảng 50 km về phía tây nam của Ancona và khoảng 25 km về phía tây nam của Macerata. Tại thời điểm ngày 31 tháng 12 năm 2004, đô thị này có dân số 13.241 người và diện tích là 193,8 km².
Đô thị San Severino Marche có các frazioni (các đơn vị trực thuộc, chủ yếu là các làng) Agello, Aliforni, Biagi, Cagnore, Carpignano, Case Bruciate, Le Casette, Castel San pietro, Cesolo, Chigiano, Colleluce, Collicelli, Colotto, Corsciano, Cusiano, Elcito, Gaglianvecchio, Granali, Isola, Marciano, Orpiano, Palazzata, Parolito, Portolo, Pitino, Rocchetta, San Mauro, Sant'Elena, Serralta, Serripola, Serrone, Stigliano, Taccoli, Ugliano, và Villanova.
San Severino Marche giáp các đô thị: Apiro, Castelraimondo, Cingoli, Gagliole, Matelica, Pollenza, Serrapetrona, Tolentino, Treia.